# Юго-центральная часть штата Баия (мезорегион)

Юго-центральная часть штата Баия на карте.

Юго-центральная часть штата Баия (порт. Mesorregião do Centro-Sul Baiano) — административно-статистический мезорегион в Бразилии, входит в штат Баия. Население составляет 2 478 787 человек (на 2010 год). Площадь — 128 144,201 км². Плотность населения — 19,34 чел./км².

## Демография
Согласно сведениям, собранным в ходе переписи 2010 г. Национальным институтом географии и статистики (IBGE), население мезорегиона составляет:
| Полное население                            | Полное население                            | Полное население                            | Полное население                            | 2 478 787 |
| ------------------------------------------- | ------------------------------------------- | ------------------------------------------- | ------------------------------------------- | --------- |
| в том числе:                                | Городское население                         | 1 487 782                                   | Процент городского населения, %             | 60,02     |
|                                             | Сельское население                          | 991 005                                     | Процент сельского населения, %              | 39,98     |
|                                             | Мужское население                           | 1 234 918                                   | Процент мужского населения, %               | 49,82     |
|                                             | Женское население                           | 1 243 869                                   | Процент женского населения, %               | 50,18     |
| Плотность населения, чел/км²                | Плотность населения, чел/км²                | Плотность населения, чел/км²                | Плотность населения, чел/км²                | 19,34     |
| Население мезорегиона в % к населению штата | Население мезорегиона в % к населению штата | Население мезорегиона в % к населению штата | Население мезорегиона в % к населению штата | 17,68     |

## Статистика
- Валовой внутренний продукт на 2003 год составляет 6 216 973 455,00 реалов (данные: Бразильский институт географии и статистики).
- Валовой внутренний продукт на душу населения на 2003 год составляет 2438,65 реалов (данные: Бразильский институт географии и статистики).
- Индекс развития человеческого потенциала на 2000 год составляет 0,644 (данные: Программа развития ООН).

## Состав мезорегиона
В мезорегион входят следующие микрорегионы:
1. Бокира
2. Брумаду
3. Гуанамби
4. Итапетинга
5. Жекье
6. Ливраменту-ду-Брумаду
7. Сеабра
8. Витория-да-Конкиста